# San Martino dall’Argine
San Martino dall’Argine (lombardul: San Martèn) település Olaszországban, Lombardia régióban, Mantova megyében. Lakosainak száma 1585 fő (2023. január 1.). San Martino dall’Argine Bozzolo, Marcaria, Rivarolo Mantovano, Spineda és Gazzuolo községekkel határos.

## Népesség
A település lakossága az elmúlt években az alábbi módon változott:
| Lakosok száma | 1749 | 1742 | 1585 |
|               | 2017 | 2018 | 2023 |